# Lameka Fox
Lameka Fox es una modelo estadounidense.

## Biografía y carrera
Lameka Fox es de Maryland y creció entre caballos. Su padre es un criador de caballos, entrenador y corredor.
En mayo de 2015, firmó con la agencia IMG Models después de ser descubierta a través de la campaña We Love Your Genes la cual reclutaba a chicas a través de Instagram.
Fox hizo su debut en la pasarela de la Semana de la Moda de París, Londrea, Milán y Nueva York, abriendo para el evento de Yeezy primavera-verano/17. Fox ha desfilado para diseñadores como Maison Valentino , Tommy Hilfiger, Marc Jacobs, Rodarte, Kenzo, Miu Miu, Coach, Burberry, Stella McCartney, y Julien Macdonald.
Ha protagonizado una campaña de Tommy Hilfiger junto a Gigi Hadid. En 2016, Fox desfiló en el Victoria's Secret Fashion Show en París. En 2017 volvió a desfilar para la marca de lencería.
Lameka Fox ha figurado en editoriales para las revistas Elle, Interview, Vogue y Teen Vogue. En marzo de 2017, Fox apareció en la portada de Harper's Bazaar Arabia y en septiembre, en la edición Harper's Bazaar de Vietnam, junto a Shanina Shaik, Elyse Taylor, Chanel Iman, Hilary Rhoda y Tobias Sorensen.